# Rhabdomastix otagana
Rhabdomastix otagana är en tvåvingeart. Rhabdomastix otagana ingår i släktet Rhabdomastix och familjen småharkrankar.

## Underarter
Arten delas in i följande underarter:
- R. o. otagana
- R. o. trilineata
- R. o. unilineata